# Rochedo de Minas
Rochedo de Minas este un oraș în Minas Gerais (MG), Brazilia.